# Szent István Lovagrend (Toszkána)
A Szent István Lovagrend (olaszul Sacro Militare Ordine di Santo Stefano Papa e Martire, amely annyit tesz Szent István pápa és vértanú Katonai Lovagrendje) toszkán alapítású katonai lovagrend, amelyet 1554. augusztus 2-án hozott létre I. Cosimo de’ Medici Toszkána nagyhercege. A rend napjainkban is létezik.

## Története
A lovagrend alapítója I. Cosimo de’ Medici volt Toszkána első nagyhercege, IV. Piusz pápa engedélyével, s segítségével hozta létre a szervezetet, amit az egyházfő 1561-ben elismert, majd 1562. február 1-jén fel is szentelt. Előírásaik részint a bencésekéhez igazodtak és a védőszentjük Szent István vértanú lett. A lovagrend nagymestere a mindenkori toszkán nagyherceg volt.

Jelképük a johanniták jelképéhez hasonló, de arannyal szegélyezett vörös kereszt.
A rend tagjai korábban a hercegnek már felajánlották szolgálataikkal és velük 1537. augusztus 1-jén győzedelmeskedett a montemurlói csatában.

A Szent István Lovagrendnek elsődleges figyelme az oszmán-török terjeszkedés felé irányult. Az Oszmán Birodalom flottája a Földközi-tenger keleti felén megszerezte az ellenőrzést és több ízben megtámadta a nápolyi partokat, s a spanyolokat is Észak-Afrikában, sőt már Tirrén-tengert is veszélyeztették, melynek partján Toszkána terült el. Cosimo de’ Medici komolyan félt attól, hogy Toszkána török uralom alá kerül, s a tengerparton egy új kikötőt létesített, Livornót, s ez lett a rend székhelye. A herceg a célja a lovagrend megalapításával az is volt, hogy Firenze és Siena új nemességét is egységbe tömörítse.

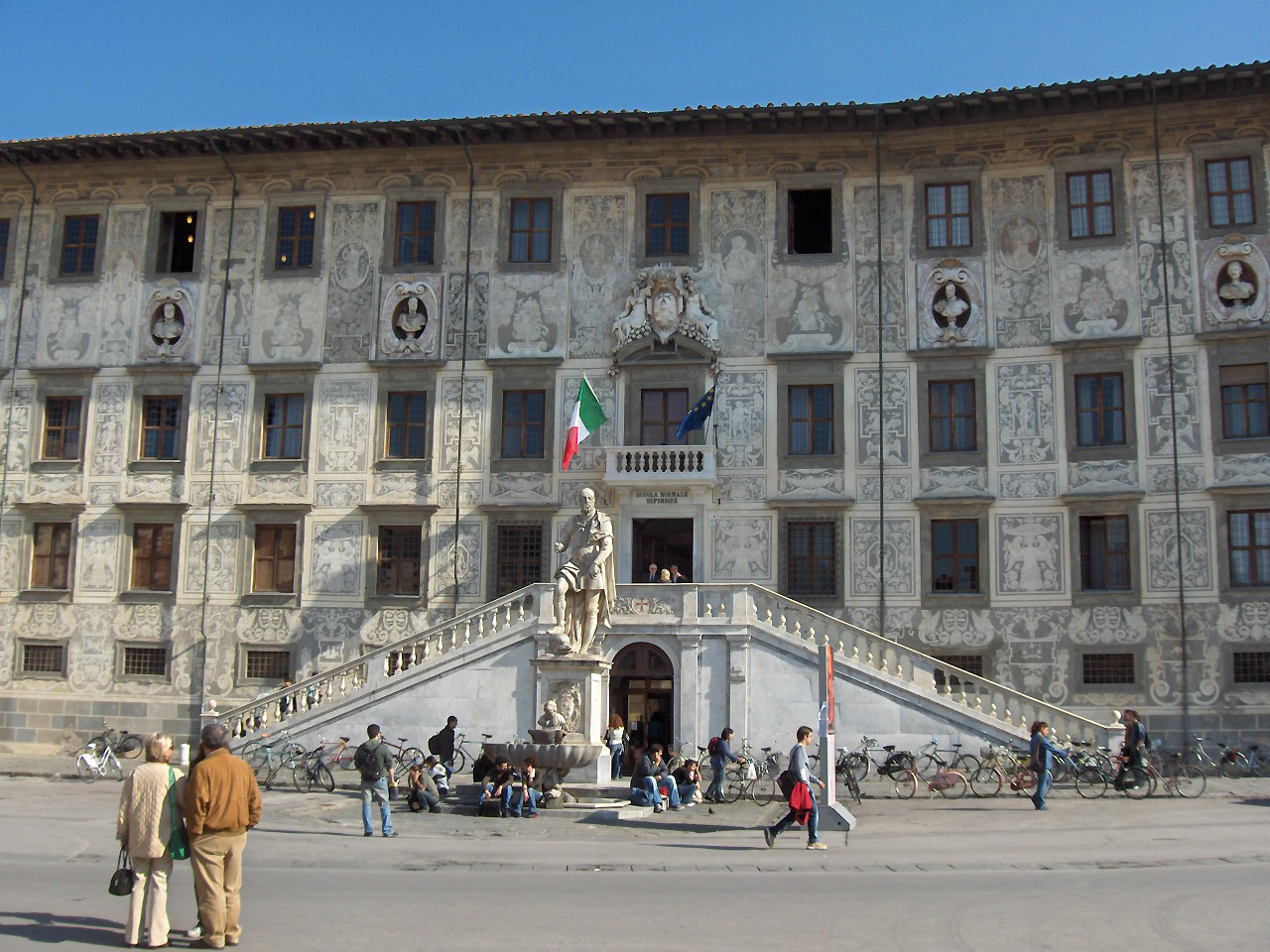
A lovagrend palotája a Palazzo dei Cavalieri Pisában

A lovagrend első birtokát Elba szigetén kapta, majd később Pisában és ez lett az új központja. Itt még ma is áll palotájuk a Palazzo dei Cavalieri („A Lovagok palotája”).
Fogadalmukhoz híven bekapcsolódtak a velencei-török, a spanyol-török és a johannita–török háborúkba keresztény oldalon. A Szent István lovagok kitüntették magukat Málta 1565-ös védelmében és a lepantói csatában. A török hűbéres Algírtól elfoglalták Bône (Annába) kikötővárosát.

A Szent István rend gályáinak zászlaja (1562 után)

Jelentős szerepet vállaltak a török és arab hadihajók kalóztevékenységének visszaszorításában. Részt vettek a Magyarországon zajló török háborúkban is, így például a tizenöt éves háborúban, amelyben Toszkána is hadviselő fél volt. Megpróbáltak behatolni az Égei-szigetvilágba is, s hadjáratokat vezettek Korfu, Dalmácia és Negroponte török támaszpontok ellen.
1640 után katonai részvételük már csökkent és csak néhány velenceiek által vezetett akcióban vették ki részüket, utoljára nagyobb haditettet a moreai háborúban hajtottak végre, mely a nagy európai török elleni konfliktus részeként zajlott, ebbe tartozott a török kiűzése Magyarországról is. 1719 óta nem vettek részt háborúkban.
Toszkána nagyhercege, a Habsburg–Lotaringiai-házból származó Péter Lipót főherceg (Pietro Leopoldo), Mária Terézia császárné fia, aki később, 1790-től II. Lipót néven magyar király, Ausztria főhercege ill. német-római császár lett, megkezdte a rend újjászervezését, s az új tagokat jórészt a toszkán nemesség soraiból toborozta.
I. Napóleon császár, miután uralma alá hajtotta egész Itáliát, 1809. április 17-én feloszlatta a lovagrendet. Hasonló sorsa jutottak a máltai és a teuton lovagok is. A hódító császár legyőzése után a máltaiak és a Szent István lovagok igen hamar újraszerveződtek. Különös véletlen, hogy Napóleont először arra a szigetre száműzték, amely a Szent István lovagoknak volt egykor birtoka.
A Szent István Lovagrendet 1817-ben alapította meg újra III. Ferdinánd toszkánai nagyherceg, s továbbra is Toszkánában tartotta a központját, amely 1859-től a Szárd-Piemonti Királyság részévé vált.
Napjainkban tiszteletbeli vallási közösség inkább, jelenleg 80 tagja van és Habsburg Zsigmond herceg irányítja.